# Éclogas

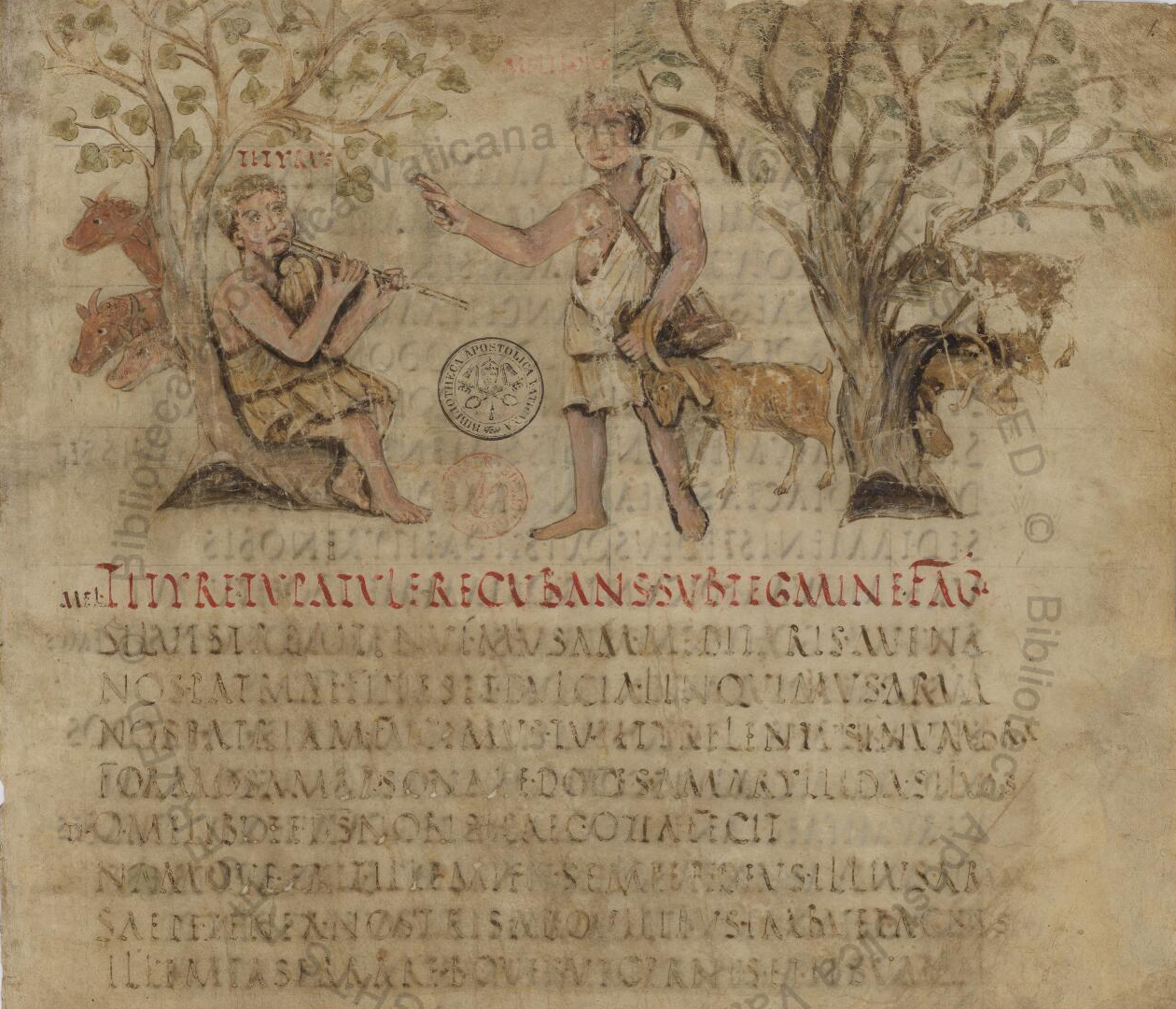
As linhas introdutórias de Éclogas no Vergilius Romanus do século 5.

As Éclogas (pronúncia em inglês: [ˈɛklɔgz]; em latim: Eclogae /ɛkloːgaj/), também chamadas de Bucólicas, é o primeiro dos três maiores trabalhos do poeta latino Virgílio.
Tomando como seu modelo genérico a Bucólica grega ("sobre o cuidado com o gado", assim chamada pelos temas rústicos da poesia) de Teócrito, Virgílio criou uma versão romana parcialmente por oferecer uma interpretação dramática e mítica da mudança revolucionária em Roma no período turbulento entre aproximadamente 44 e 38 a.C.. Virgílio introduziu um clamor político amplamente ausente dos poemas de Teócritos chamados idílios ("pequenas cenas" ou "vinhetas"), apesar da turbulência erótica incomodar os panoramas "idílicos" de Teócrito.
O livro de Virgílio contém dez partes, cada uma sendo não um idílio mas uma écloga ("rascunho", "seleção" ou "cômputo"), popularizado  amplamente por pastores imaginados em conversa e interpretando canto amebiano em amplos assentamentos rurais, se sofrendo ou abarcando mudanças revolucionárias ou amores felizes ou infelizes. Encenados com grande sucesso nos palcos romanos, eles marcaram uma mistura de política visionária e erotismo que tornaram Virgílio uma celebridade, lendário mesmo em vida.

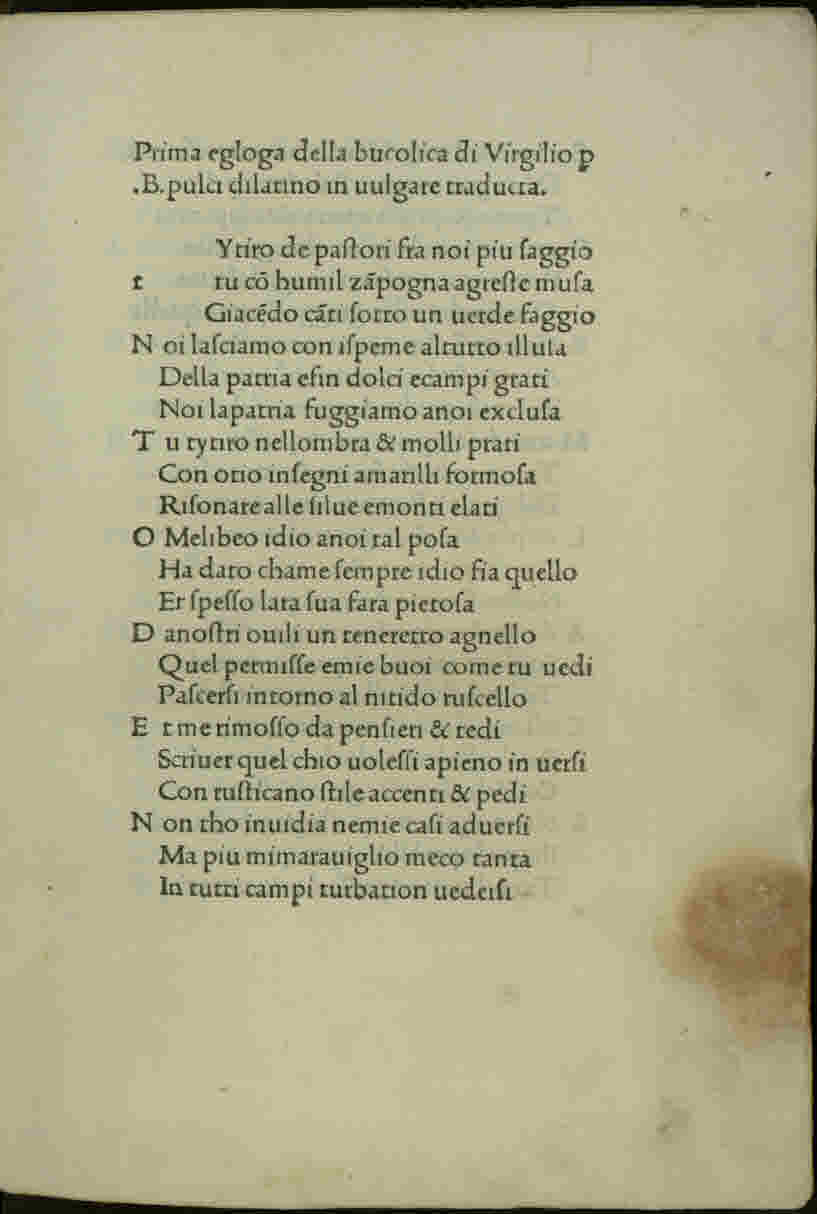
Bucolica (1481)

Coroando uma sequência ou ciclo no qual Virgílio criou e ampliou uma nova política mitológica, a Écloga 4 chega a imaginar uma idade de ouro introduzida pelo nascimento de um menino proclamado como "grande aumento de Jove,"  que amarra com as suas associações divinas afirmadas na propaganda de Otávio, o herdeiro jovem e ambicioso para Júlio César. O poeta faz deste rebento ideal de Jove a ocasião de predizer sua própria metabase acima da escala na epos, ascendendo da humilde faixa do bucólico para a faixa da tribuna do heroico, potencialmente rivalizando com Homero: ele deste modo sinaliza sua própria ambição para fazer o épico romano que irá culminar em Eneida. No surto de ambição, Virgílio também planeja derrotar o lendário poeta Orfeu e sua mãe, a musa épica Calíope, tão bem quanto Pã, o inventor da flauta de cana bucólica, mesmo na terra natal de Pã de Arcádia, que Virgílio irá afirmar como sua no clímax de seu livro éclogo na décima écloga. A identificação biográfica da quarta criança da écloga se provou elusiva; mas a figura se provou uma ligação proveniente entre a autoridade romana tradicional e a cristandade. A conexão é primeiro feita na Oração de Constantino  anexada à Vida de Constantino por Eusébio de Cesareia (uma leitura para a qual Dante faz uma referência fugaz em seu Purgatório). Alguns acadêmicos também comentaram semelhanças entre os temas proféticos da éclogas e as palavras de Isaías 11:6: "uma criancinha os guiará".
Nas Éclogas 10, Virgília coroa seu livro ao inventar um novo mito de autoridade e origem poética : substitui a Sicília de Teócrito e o antigo herói bucólico, o boiador apaixonado Dáfnis, com a voz apaixonada de seu amigo romano contemporâneo, o poeta elegíaco Caio Cornélio Galo, imaginado morrendo de amor em Arcádia. Virgílio transforma esta região remota, montanhosa e livre de mitos da Grécia, em pátria para o deus Pã, dentro do lugar original e ideal da canção pastoral, fundando deste modo uma tradição ricamente ressonante na arte e literatura ocidentais.

## Leitura aprofundada
- Buckham, Philip Wentworth; Spence, Joseph; Holdsworth, Edward; Warburton, William; Jortin, John, Miscellanea Virgiliana: In Scriptis Maxime Eruditorum Virorum Varie Dispersa, in Unum Fasciculum Collecta, Cambridge : Printed for W. P. Grant; 1825.